# La Possession de l'enfant
La Possession de l'enfant è un cortometraggio muto del 1909 diretto da Louis Feuillade.

## Produzione
Il film fu prodotto dalla Société des Etablissements L. Gaumont

## Distribuzione
Distribuito dalla Société des Etablissements L. Gaumont, uscì nelle sale cinematografiche francesi il 26 luglio 1909. Per il titolo internazionale, viene usato anche quello inglese, Custody of the Child.